# دانشگاه قندهار
دانشگاه قندهار یکی از بزرگ‌ترین دانشگاه‌های جنوبی افغانستان می‌باشد که در شهر قندهار واقع است. این دانشگاه در سال ۱۳۶۹ در زمان جمهوری دموکراتیک افغانستان در دوران ریاست جمهوری محمد نجیب الله تأسیس شد. دکتر توریالی ویسا اولین رئیس این دانشگاه بود. در دانشگاه قندهار رشته‌های پزشکی، مهندسی، داروسازی، حقوق، مدیریت، الهیات، روزنامه نگاری، علوم کامیپوتر، اقتصاد، زبان و ادبیات و تربیت تعلیمی تدریس می‌شود. یکی از بزرگترین دانشگاه‌های دولتی کشور است. این دانشگاه تحت نظر وزارت آموزش عالی است که دفتر مرکزی آن در کابل قرار دارد. این دانشگاه در دو دهه گذشته با اضافه شدن ساختمان‌ها و امکانات جدید زیادی گسترش یافته است. همچنین دارای یک کتابخانه بزرگ و یک زمین ورزشی چند منظوره است.

## رئیس‌های دانشگاه
توریالی ویسا، یک کانادایی افغان تبار که از کانادا به افغانستان بازگشت و از سال ۲۰۰۸ تا ۲۰۱۴ به عنوان والی ولایت قندهار خدمت کرد، اولین رئیس دانشگاه قندهار بود. حضرت میر توتاخیل جایگزین او شد. رئیس فعلی دانشگاه محمد اکرام شاه عاصم است که پس از بازگشت امارت اسلامی افغانستان به قدرت، جایگزین دکتر عبدالوحید واثق شد.

## دانشکده‌ها
▪︎پزشکی
- مهندسی
- آموزش و پرورش
- علوم رایانه
- حقوق و علوم سیاسی
- مدیریت دولتی
- داروسازی
- اقتصاد
- زبان و ادب فارسي
- الهیات
- روزنامه‌نگاری